# Срби у Угарској за време Првог светског рата
Срби у Угарској нашли су се на удару мађарских власти након атентата на аустроугарског престолонаследника Франца Фердинанда и његову супругу Софију, у Сарајеву, 28. јуна 1914. године. Слутећи на велико зло, Јаша Томић објавио је у Застави некролог о трагичној погибији надвојводе и његове супруге. Осудио је атентат као чин "болесних и узаврелих мозгова". Заједно са Михаилом Полит-Десанчићем и неким црквеним великодостојницима, изразио је лојалност Аустроугарској, али је осудио нападе на Србе у Сарајеву и у другим градовима Босне, Хрватске и Далмације.

## Први светски рат
Први светски рат или Велики рат у дотадашњој историји људског друштва био је највећи ратни сукоб, oн је понео и назив „Тотални рат“ јер се водио на копну, мору и ваздуху свих континената, осим Северне Америке и Аустралије. Простор Војводине који се током Првог светског рата налазио у оквирима Аустроугарске монархије био је поштеђен ратних разарања. Историографија до данас није дала свеобухватну анализу дешавања у Војводини за време Првог светског рата.

### Након атентата
Вест о Сарајевском атентату и смрти престолонаследника надвојводе Франца Фердинада и његове супруге Софије Хотек, изазвала је велики страх код војвођанских Срба. Слутећи велико зло и несрећу, они су на све начине покушавали да ублаже последице атентата. У циљу тога Срби су готово у свим местима Војводине давали изјаве лојалности и привржености Аустроугарској монархији и династији Хабзбурговаца. У првим данима рата ове манифестиције поданичке лојалности су се наставиле, а у њима су се нарочито истицали Срби у Банату. Своје новчане прилоге Срби из Бачке су првих месеци рата предавали Црвеном крсту, а на то их је позивао својим апелом и епископ бачки Митрофан Шевић. Срби из Великог Бечкерека су за потребе Црвеног Крста прикупили суму од 1.228 круна, док је значајан прилог у износу од 2.000 круна дала пивара Лазара Дунђерског.
Поступци српског народа широм Бачке и Баната наишли су на похвале власти, међутим Србима се није веровало. То неповерење је нарочито било изражено у пограничним областима Срема и јужног Баната. Како би избегли евентуалне непријатности и изненађења, војне власти су у првим месецима рата завеле строг режим према Србима. Најистакнутије политичке и јавне личности су биле похапшене и интерниране у логоре. По местима широм Војводине дешавали су се изливи шовинизма према Србима од стране Мађара и Немаца. Ти испади су били праћени обавезном пљачком и уништавањем имовине српског становништва. Спровођење ових мера, праћених невиђеним насиљем у великој мери је паралисало свакодневни живот, а последице су се највише осетиле у виду опадања економске моћи Срба.